# Куріпка чагарникова
Курі́пка чагарнико́ва (Arborophila torqueola) — вид куроподібних птахів родини фазанових (Phasianidae). Мешкає в Гімалаях і горах Південно-Східної Азії.

## Опис
Довжина птаха становить 27-30 см, вага 230-390 г. Самці більші і важчі, ніж самиці. Голова самців яскраво прикрашена.

## Підвиди
Виділяють п'ять підвидів:
- A. t. millardi (Baker, ECS, 1921) — від західних Гімалаїв до західного Непалу;
- A. t. torqueola (Valenciennes, 1825) — від центральних Гімалаїв до північної М'янми і південного Китаю;
- A. t. interstincta Ripley, 1951 — південь і південний схід Ассаму;
- A. t. batemani (Ogilvie-Grant, 1906) — західна і північно-західна М'янма та південний Китай;
- A. t. griseata Delacour & Jabouille, 1930 — північно-західний В'єтнам.

## Поширення і екологія
Чагарникові куріпки мешкають в Індії, Непалі, Бутані, Китаї, М'янмі і В'єтнамі. Вони живуть у вологих гірських і рівнинних тропічних лісах і чагарникових заростях. Зустрічаються на висоті від 1500 до 2700 м над рівнем моря.

## Поведінка
Чагарникові куріпки зустрічаються парами або невеликими сімейними зграйками до 10 птахів. Вони живляться насінням і різноманітними безхребетними, яких шукають в опалому листі. В Індії сезон розмноження триває з квітня по червень; в долинах гніздування починається раніше. Середній розмір кладки становить 3-5 яєць, хоча іноді досягає 10 (в неволі чагарникові куріпки майже ніколи не відкладають більше 3 яєць). Інкубаційний період у птахів, що утримуються в неволі, триває 24 дні. Гніздо кулеподібне із заглибиною зверху.

## Галерея

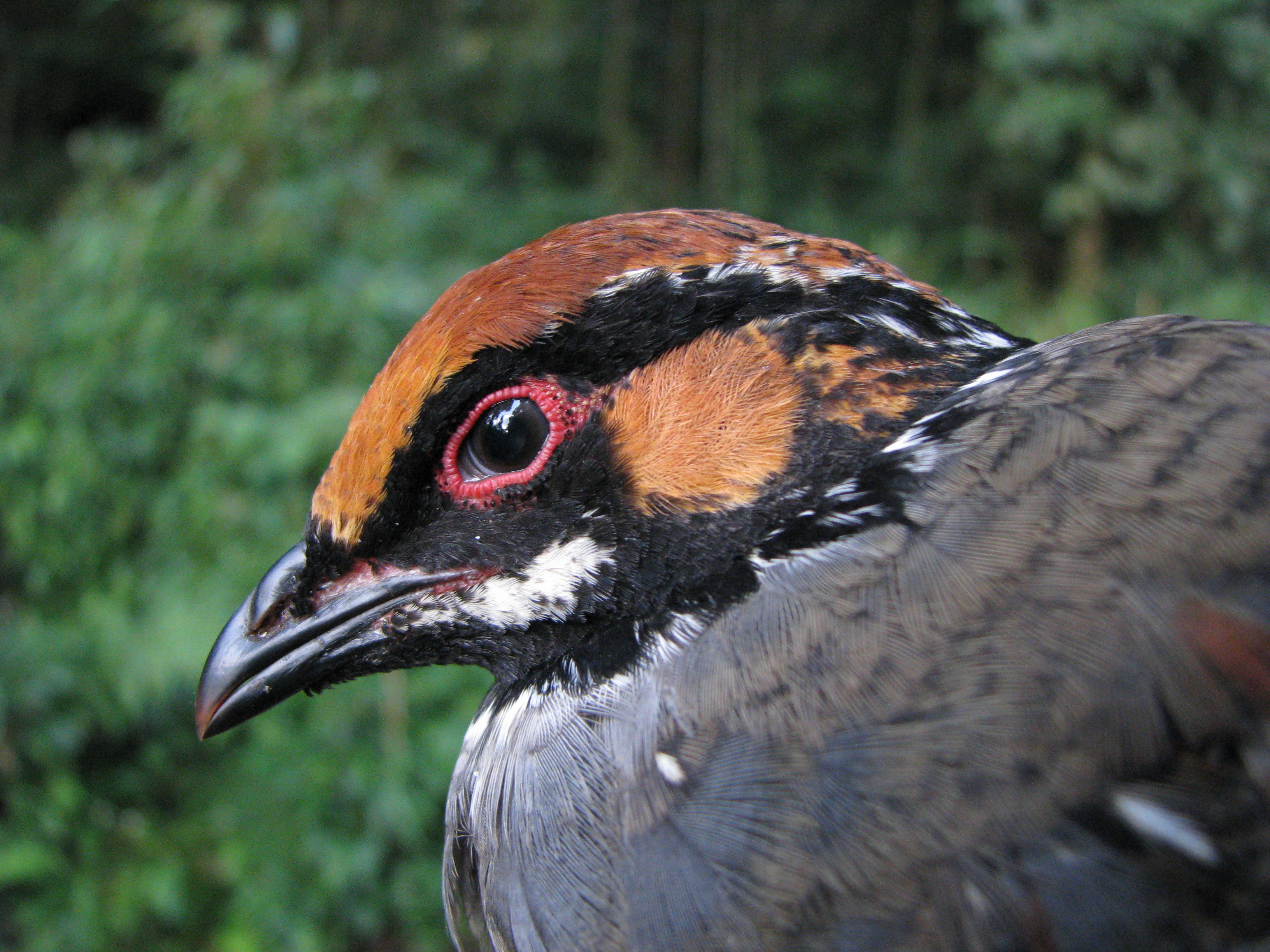
Голова самця
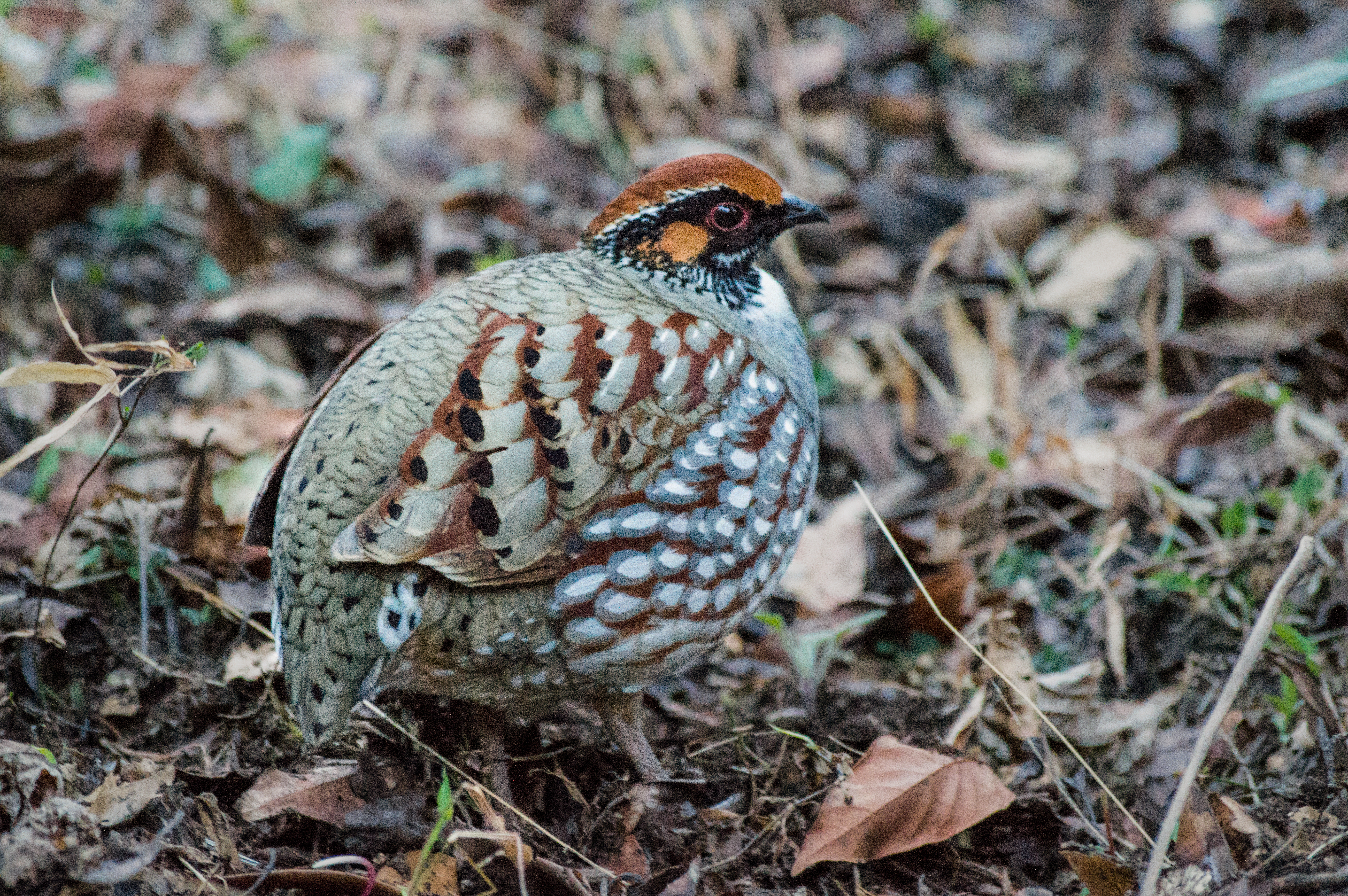
Чагарникова куріпка (Деорія-Тал, штат Уттаракханд, Індія)